# Takaharu Nishino
Takaharu Nishino (西野 貴治 Nishino Takaharu?), född 14 september 1993 i Osaka prefektur, är en japansk fotbollsspelare.
Nishino började sin karriär 2012 i Gamba Osaka. 2017 blev han utlånad till JEF United Chiba. 2019 flyttade han till Kamatamare Sanuki. Med Gamba Osaka vann han japanska ligan 2014, japanska ligacupen 2014 och japanska cupen 2014, 2015.